# Private Dicks: Men Exposed
Private Dicks: Men Exposed (em português brasileiro - Caras Privados: Homens Expostos) é um documentário sobre o pênis humano criado em 1999. O filme foi dirigido por Thom Powers e Spadola Meema que anteriormente realizaram em 1996 no canal HBO um de mesmo gênero sobre os seios.

## Protagonistas
- Alan Abel como Bruce
- Jonah Falcon
- Calvin Lom
- Lexington Steele